# Stolzembourg
Stolzembourg (lb. Stolzebuerg, niem. Stolzemburg) – wieś (Uertschaft) w północno-wschodnim Luksemburgu, w kantonie Vianden, w gminie Putscheid. Do 3 października 2015 miejscowość leżała w dystrykcie Diekirch. Liczy 194 mieszkańców (31 grudnia 2022).